# 鄭宇欽
郑宇钦（1977年6月6日—），生于台湾高雄的國際關係學者，淡江大学德文系学士與国际事务与战略研究所硕士、布拉格查理大学政治研究所国际关系组政治学畢業。曾在捷克以私人公司成立中欧政治经济研究所，並担任所长。赴中華人民共和國教學時被國安單位認定為间谍，相关案件正在中華人民共和國的法院审理並拘留中。

## 生平
郑宇钦出生于台湾高雄市，高中毕业于高雄市立左營高级中學，拥有淡江大学德文系学士学位以及国际事务与战略研究所硕士学位。他在读研究生期间曾经撰写研究中国大陆国家安全机关组织和架构的论文，引发中華民國政府的情治机关关注。
2004年，郑宇钦通过淡江大学国际交流暨国际教育处的甄选，以交换生身份前往捷克布拉格查理大学攻读政治研究所国际关系组政治学博士学位。期间，他成为捷克政府辖下欧洲政策研究中心首位亚洲研究员；他还与自稱是驻捷克台北经济文化代表处代表的李雲鵬结识，表示愿意撰写情报机关运作的文章。毕业后，他留在查理大学任教，为政治学研究所讲师。此外，他通过导游资格考试，成为当地的导游。
2008年，郑宇钦返回台湾，曾参与國防部政戰局政戰總隊的复兴广播电台节目，他表示节目女记者吕家嘉是軍情人員，並同意帮忙搜集时政热点、寻找可用之人。2011年至2013年，郑宇钦先后四次前往大陆参加学术会议，同时为台湾间谍机构发展可用的专家学者。其后因签证问题而困在捷克一段时间。解困后回到台湾，并结识吕家嘉的同事陶致蓁（Vicky）。他在陶致蓁的建议下计划在捷克成立研究所，从而通过欧洲或欧美关系取得中国大陆的情报。郑宇钦也先后多次接受媒体采访，就两岸关系、乌克兰危机、911袭击事件13周年、英国脱欧等时事新闻发表看法。2015年1月，郑宇钦开始在《天下杂志》发表评论文章。10月，他在捷克成立中欧政治经济研究所，担任所长。2016年，他率团参加中国-中东欧国家领导人2016里加会晤暨经贸论坛，并撰文歌颂李克强总理的“16+1合作”“已经成为中国的外交钻石”。2017年9月，出席“一带一路”大学创新创业教育校长论坛。10月，出席“一带一路”高校智库论坛。2018年12月，率团访问浙江工商大学。同月，受邀参与OECD举办文化创意产业发展政策研讨会，赴南京外国语学校方山分校讲学。
2019年4月，郑宇钦因涉嫌间谍罪，在入境中国大陆时被国家安全机关逮捕。於2020年10月在接受CCTV采访时，郑宇钦自稱是民進黨籍，担任过民进党前主席卓榮泰的助理。采访视频在台湾政坛引发关注，民进党及其领导的政府部门相继出面与郑宇钦否认此案。民进党前主席卓荣泰否认郑宇钦担任过他的助理，声称不识此人。陸委會辩称此案構陷編造入罪、無端栽贓台灣人民。中華民國外交部歐洲司長姜森於例會中表示，鄭宇欽接受CCTV採訪的涉案經過存在事實錯誤，以及鄭宇欽旅居捷克期間經常公開推廣一帶一路、推動中捷关系等，若指為台灣間諜實不合常理。民進黨發言人顏若芳指出，鄭宇欽曾於2004年申請入黨，但隨後未依規定繳納黨費滿兩年以上，於2008年自動退黨，因此已經不是黨員。郑宇钦的大学老师王昆义表示，郑宇钦优秀且努力向上，必然会与台湾驻外单位、情报人员以及中国大陆、国际相关人士或组织等有所往来。国务院台湾事务办公室回应指，台湾间谍案事实清楚、证据确凿，大陆有关司法机关严格依法侦查、起诉、审理相关案件，依法保障犯罪嫌疑人、被告人的诉讼权利。